# Philipp Klepp
Philipp Klepp (* 21. März 1894 in Braunschweig; † 24. Juni 1958 in Hamburg) war ein deutscher Militär, Politiker des Stahlhelms und Hamburger Senator.

## Leben
Klepp trat 1912 als Einjährig-Freiwilliger in das 2. Kurhessische Infanterie-Regiment Nr. 82 der Preußischen Armee ein. 1913 wurde er im 3. Unter-Elsässischen Infanterie-Regiment Nr. 138 in Dieuze Leutnant und kämpfte während des Ersten Weltkrieges in diesem Regiment als Führer einer Maschinengewehrkompanie. Zum Ende des Krieges wurde er in den Stab der übergeordneten 42. Division kommandiert. 1919 wurde er in die Waffenstillstandskommission nach Berlin berufen. Als in Hamburg die Sülzeunruhen ausbrachen, schloss er sich den Freikorps-Truppen unter Generalmajor Paul von Lettow-Vorbeck an, mit dem Ziel die Unruhen niederzuschlagen. Als die Freikorps-Truppen Hamburg erreichten, war längst wieder Ruhe eingekehrt. Trotzdem besetzten die Truppen die Arbeiterwohnviertel und verhielten sich wie in besetztem Feindesland, insbesondere Arbeiter und Funktionäre von Arbeiterorganisationen wurden oft unter willkürlichen Anschuldigungen verhaftet und misshandelt. Die Freikorps machten großzügigen Gebrauch von ihren Schusswaffen um „Plünderer und Heckenschützen“ niederzustrecken. Die republikfeindlichen Freikorps wurden größtenteils in die neuaufgestellte und militärisch ausgerüstete kasernierte Hamburger Sicherheitspolizei übernommen. So wurde auch Klepp 1919 in die Hamburger Sicherheitspolizei als Polizeiführer aufgenommen, aber aus politischen Gründen 1920 wieder entlassen. 1921 wurde Klepp Leiter des Werkschutzes bei Blohm + Voss. Ihm war es erlaubt, sich neben seiner Tätigkeit fortzubilden, daher studierte er sechs Semester Volkswirtschaftslehre. Klepp wurde 1928 Leiter einer Stahlhelm-Ortsgruppe in Hamburg und 1932 Chef des Stahlhelm-Regiments Hamburg.
Am 8. März 1933 wurde Klepp in den Hamburger Senat unter Carl Vincent Krogmann gewählt, in einer Sitzung, bei der die gewählten Bürgerschaftsmitglieder der KPD schon nicht mehr erscheinen konnten. Klepp wurde für das Ressort Landherrenschaft zuständig. Diesen Bereich leitete er die folgenden Jahre bis mindestens 1939. Klepp trat zum 1. Mai 1933 der NSDAP bei (Mitgliedsnummer 3.279.751) und wurde gleichzeitig auch in die SA aufgenommen. Dort wurde er zum Ehrenführer im Range eines Standartenführers ernannt. Bei einer Senatsumbildung im September 1933 schied Klepp aus dem Senat aus. Sein Ressort wurde Alfred Richter unterstellt, er aber durfte weiterhin den Titel Senator führen.